# Anamar
Anamar, nome artístico de Ana Maria Alfacinha de Brito Monteiro,  (Lisboa, 23 de Maio de 1960 ) é uma cantora e actriz portuguesa.
A editora Fundação Atlântica lançou em 1983 um single com os temas "Baile Final" e "Lágrimas". A colaboração com Pedro Ayres Magalhães previa a gravação de um álbum que foi gravado mas que não foi lançado. Colabora ainda num single de Luis Madureira para a mesma editora.
Em 1986 participa no filme Um Adeus Português. Segue-se o filme Repórter X.
O Máxi-single Amar por Amar foi editado pela Ama Romanta em 1987. No mesmo ano lança o álbum Almanave através da Polygram. Um novo álbum, Feiabonita, é editado em 1989.
Depois de alguns anos longe da música edita em 1997 o álbum M. Em 2002 é lançado o disco Ao Vivo com Pilar, Né Ladeiras e Anamar.
A Universal (antiga Polygram) lança em 2003 a compilação Afinal.
Em 2004 é editado o CD Transfado através da CNM. Em 2013 regressa aos discos com o disco Anamar.
Em 2018 e 2019 é concorrente do programa Dança com As Estrelas da 4ª Edição e participa na Novela A Teia da TVI.

## Filmografia
- 2018: A Teia (TV)
- 1996: O Ensaio (TV)
- 1995: Grande e Pequeno (TV)
- 1994: Uma Vida Normal
- 1989: Mar à Vista
- 1987: Repórter X
- 1986: Um Adeus Português

## Discografia
- "Baile Final/Lágrimas" (Single, Fundação Atlântica, 1983)
- Amar por Amar (Máxi, Ama Romanta, 1986) (com os temas Roda e Ana no lado B)
- Almanave (LP, Polygram, 1987)
- Feiabonita (LP, Polygram, 1989)
- M (CD, BMG, 1997)
- Ao Vivo com Pilar, Né Ladeiras e Anamar (CD, Zona Música, 2002)
- Afinal (Compilação, Universal, 2003)
- Transfado (CNM, 2004)
- Anamar (Metropolitana/Sony music entertainment, 2013)